# Yersiniops sophronica
Yersiniops sophronica es una especie de mantis de la familia Mantidae.

## Distribución geográfica
Se encuentra en Arizona (Estados Unidos).